# Sarah Harrison
Sarah Harrison (Gran Bretagna, 1982) è una giornalista inglese, editrice di sezione di WikiLeaks.

## WikiLeaks
Come stagista presso il Centre for Investigative Journalism è stata assegnata a Julian Assange prima della fuga di notizie della guerra in Afghanistan. Dopo che Daniel Domscheit-Berg ha lasciato WikiLeaks per una disputa con Assange, il ruolo di Harrison nell'organizzazione è aumentato, in particolare con la pubblicazione dei "Cablo Diplomatici" e la battaglia legale di Assange contro la estradizione svedese. Harrison è una redattrice di sezione di WikiLeaks. Collabora con la difesa legale di WikiLeaks, guidata da Baltasar Garzón ed è la più vicina consigliera di Julian Assange.

### Edward Snowden
Il 24 giugno 2013 WikiLeaks ha dichiarato che Harrison ha accompagnato Edward Snowden su un volo da Hong Kong a Mosca in viaggio per ottenere asilo politico dall'estradizione statunitense. Dominic Rushe di The Guardian ha notato che Harrison era una "strana scelta" a causa della sua mancanza di qualifiche legali rispetto ad altro personale di WikiLeaks, come l'avvocata per i diritti umani Jennifer Robinson. A quel tempo lavorava per l'organizzazione da oltre due anni.  Il 1º agosto 2013 Harrison ha accompagnato Snowden fuori dall'Aeroporto di Mosca-Šeremet'evo dopo che gli è stato concesso un anno di asilo temporaneo.
Harrison è stato intervistata nel documentario Citizenfour, che descrive Snowden e il suo volo per Mosca.
Nel 2014 Harrison ha parlato del suo sostegno agli impegni di WikiLeaks dicendo che "il più grande potere irresponsabile di oggi sono gli Stati Uniti e le nostre democrazie occidentali".
Harrison lavora anche come direttrice ad interim per la Courage Foundation, un'organizzazione il cui scopo è quello di sostenere gli whistleblower di tutto il mondo, compreso lo stesso Edward Snowden.

## Premi
Harrison ha ricevuto il premio per la pace Willy Brandt nel 2015.